# 桜淵県立自然公園

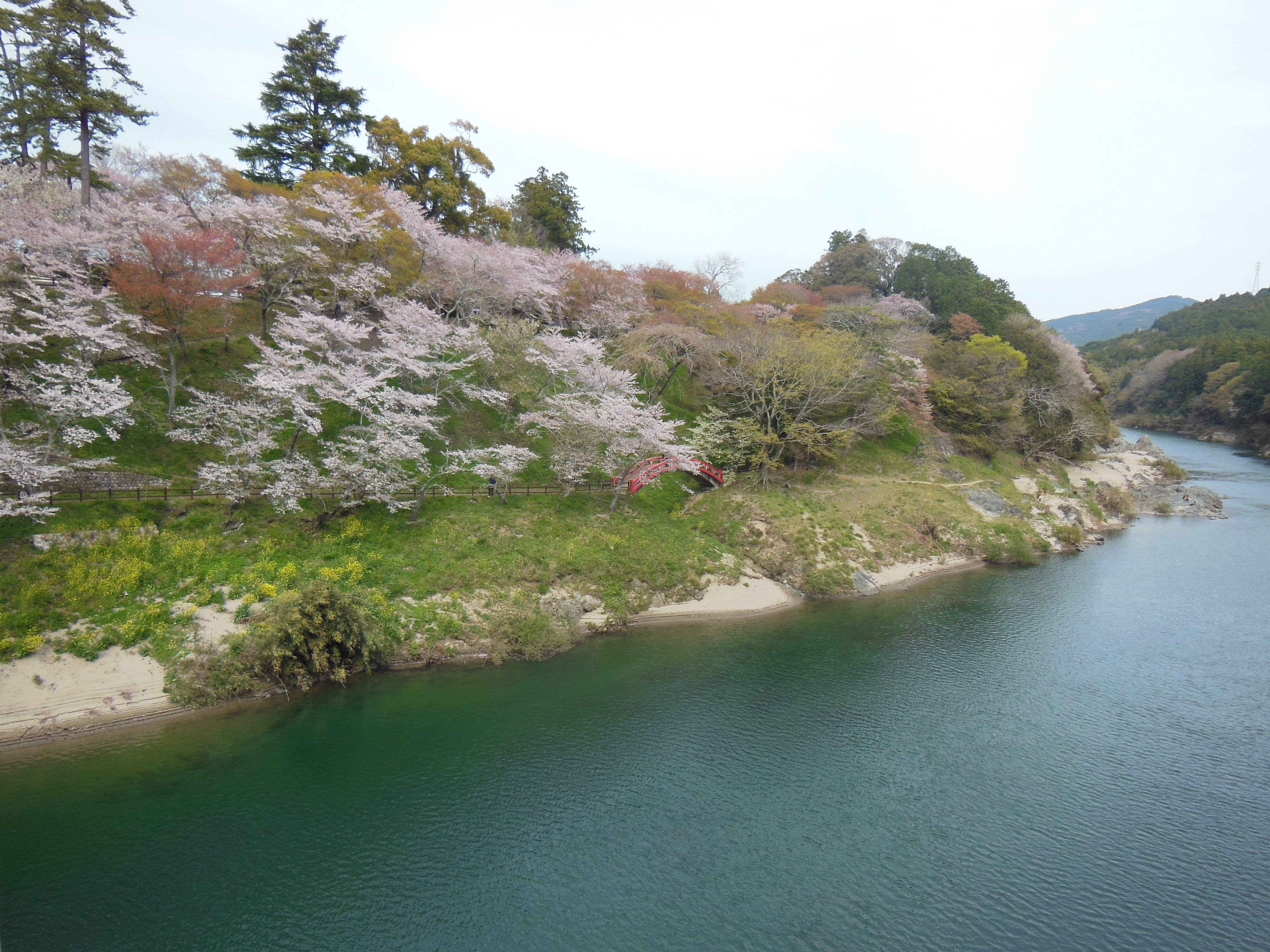
桜渕県立公園

桜淵県立自然公園（さくらぶちけんりつしぜんこうえん）は、愛知県にある総面積2,517haの県立自然公園である。

## 沿革
- 1969年3月14日 愛知県の県立自然公園として指定。

## 概要
桜淵県立自然公園は、桜の名所として古くから有名な豊川両岸の桜淵を中核とした公園と、宇利峠や金山付近からの展望に恵まれた静岡県境の弓張山系を範囲とする。また、黄柳野地区はツゲの自生地のあることで知られる。
桜淵は1662(寛文2)年に新城城主菅沼定実が遊歩の地にしようと桜を植えたことに始まる。以後、「三河の嵐山」と称されるほど見事な1000本以上の桜が豊川両岸一帯に咲く名所となった。
桜の季節が終わっても、続いてツツジやアジサイなどがあざやかになり、夏は清流を楽しみ、秋は紅葉が色づく。豊川左岸には「蜂の巣岩」と呼ばれる独特な蝕痕を残す巨石や、鍾乳洞などが桜淵県立自然公園の奇勝としての一面を表している。
弓張山系は手つかずの自然が保存されており、自然景観に富んでいる。

## 区域
- 新城市の一部

## 主要利用地区
- 桜淵公園
- 長篠古戦場
- ツゲ自生地

## アクセス
- (桜淵公園まで)　JR飯田線新城駅下車、徒歩約15分。